# 蒼い夕陽
「蒼い夕陽」（あおいゆうひ）は、日本のロックバンド、THE BOOMが2010年9月29日に発表した32枚目のシングル。

## 概要
コラボ企画三部作の第1弾。GO!GO!7188のユウとのコラボ作品。
従来のスカに歌謡曲のメロディをミックスさせた新たな曲調となっている。
THE BOOMにとってスカの新曲は1999年発売「大阪でもまれた男」以来11年ぶり。
「蒼い夕陽 feat.ユウ（GO!GO!7188）」MVと、「星のラブレター feat. MINMI, PETER MAN （BOOMANIA LIVE VERSION)」ライブ映像を収録したDVD付初回限定盤も同時発売。

## 収録曲
全曲作詞・作曲：宮沢和史
1. 蒼い夕陽 feat.ユウ（GO!GO!7188）
2. 星のラブレター feat. MINMI, PETER MAN （BOOMANIA LIVE VERSION)
3. 蒼い夕陽 （Instrumental）